# Comisión de Verdad y Justicia
La Comisión de Verdad y Justicia fue un órgano estatal no jurisdiccional creado en la República del Paraguay con el objetivo de identificar, documentar y sistematizar las violaciones a los derechos humanos cometidas entre 1954 y 2003, en el contexto de la dictadura militar encabezada por Alfredo Stroessner (1954-1989) y el posterior periodo de transición política hasta la consolidación del régimen democrático (1989-2003). Su mandato se sustentó en la Ley N.º 2225/03, promulgada el 16 de octubre de 2003. El periodo de análisis comprendido abarcó un total de 49 años, desde el 15 de agosto de 1954 hasta la fecha de promulgación de dicha ley.

## Creación y mandato
Tras la finalización de la dictadura de Alfredo Stroessner en 1989, diversas organizaciones de derechos humanos esperaban que, al igual que en otros países del Cono Sur, Paraguay iniciara un proceso de justicia transicional. Sin embargo, los gobiernos que sucedieron al régimen dictatorial no promovieron políticas públicas orientadas a la verdad, la justicia y la reparación.
En el año 2002, organizaciones de la sociedad civil vinculadas a los derechos humanos —entre ellas el CIPAE, la Coordinadora de Derechos Humanos del Paraguay (Codehupy) y el Movimiento Nacional de Víctimas de la Dictadura— articularon demandas dirigidas al Estado paraguayo solicitando la creación de una comisión de la verdad.
Como respuesta a estas exigencias, se promulgó la Ley N.º 2225 el 16 de octubre de 2003, durante el gobierno de Nicanor Duarte Frutos. Dicha ley creó la Comisión de Verdad y Justicia (CVJ) como un organismo temporal, de carácter no jurisdiccional, encargado de investigar hechos constitutivos de violaciones de derechos humanos cometidos entre mayo de 1954 y octubre de 2003, conforme al artículo 1 de la ley mencionada.
El artículo 2 de la normativa facultó a la comisión no solo para esclarecer los hechos, sino también para analizar las condiciones estructurales y los patrones de comportamiento institucional que posibilitaron o facilitaron la comisión de dichas violaciones, así como identificar las responsabilidades del Estado.
Por su parte, el artículo 3 estableció el objeto investigativo, incluyendo las siguientes categorías: desaparición forzada, ejecución extrajudicial, tortura y otras lesiones graves, exilio forzado y otras violaciones graves de derechos humanos. En ejercicio de sus competencias, la comisión amplió esta última categoría, incluyendo entre otras conductas: detención arbitraria, violación de los derechos de las mujeres, de la niñez y adolescencia, de los pueblos indígenas y la apropiación indebida de bienes.

## Composición y funcionamiento
La Comisión estuvo integrada por representantes del Estado, organizaciones de la sociedad civil y colectivos de víctimas del régimen autoritario. Su presidente fue Mario Melanio Medina, acompañado por los comisionados Juan Manuel Benítez Florentín, Yudith Rolón Jacquet, Miguel Ángel Aquino Britos, Heriberto Matías Alegre Ortiz, Carlos Luis Casabianca Rodríguez, Carlos Portillo Esquivel, Mario Sandoval y Víctor Jacinto Flecha. Solo una mujer integró el cuerpo de comisionados que finalizó el mandato.
Durante una etapa inicial del funcionamiento, también formaron parte de la comisión Leila Rachid, Margarita Durán Estragó, Jorge Domingo Rolón Luna, Juan Enrique Díaz Bordenave y Ausberto Valentín Rodríguez Jara.
La CVJ realizó audiencias públicas con el propósito de recibir testimonios de víctimas directas y de familiares de personas afectadas por la represión estatal. Las tres primeras audiencias se centraron en víctimas sobrevivientes. Adicionalmente, se llevaron a cabo audiencias en el exterior, específicamente en las ciudades argentinas de Buenos Aires y Posadas, con el fin de recabar testimonios de ciudadanos paraguayos exiliados en Argentina.

## Entrega del informe final y reconocimiento estatal
El 15 de agosto de 2008, el entonces presidente de Paraguay, Fernando Lugo, recibió de manos de los miembros de la Comisión de Verdad y Justicia el informe final de sus investigaciones, denominado en guaraní Anive haguã oiko («Para que no vuelva a suceder»). Durante el acto de entrega, el jefe de Estado pronunció un discurso en el que, en nombre del Estado paraguayo, pidió perdón a las víctimas de las graves violaciones de los derechos humanos registradas durante la dictadura. En palabras textuales: «Perdón, en nombre del Estado de la nación paraguaya. Perdón, en nombre del Estado de la nación paraguaya».

### Estructura del informe
El informe final se compone de ocho tomos, cada uno abordando distintos aspectos del régimen dictatorial y sus consecuencias:
- Tomo I: Síntesis general y caracterización del régimen.
- Tomo II: Dividido en dos partes, analiza las principales violaciones a los derechos humanos, incluyendo la desaparición forzada, las detenciones ilegales y la tortura.
- Tomo III: Estudia la situación de los grupos vulnerables, particularmente las mujeres, niños, niñas, adolescentes y los pueblos indígenas del Paraguay.
- Tomo IV: Investigación sobre las denominadas «tierras malhabidas».
- Tomo V: Describe las secuelas de las violaciones de derechos humanos en las víctimas y sus comunidades.
- Tomo VI: Aborda las responsabilidades individuales e institucionales en la comisión de estas violaciones.
- Tomo VII: Análisis de casos paradigmáticos de violaciones a los derechos humanos.
- Tomo VIII: Presenta un listado exhaustivo de casos y de víctimas de la dictadura.

### Conclusiones y datos
De acuerdo con las conclusiones de la comisión, las violaciones a los derechos humanos durante la dictadura de Alfredo Stroessner fueron constantes, generalizadas y sistemáticas. Estas se clasificaron en:
- Violencia fatal: desapariciones forzadas y ejecuciones extrajudiciales.
- Violencia no letal: tortura y prisión política.
- Exilio forzado internacional.
- Violaciones generalizadas a derechos fundamentales.[5]

El informe también denunció el despojo de tierras a pueblos indígenas como parte de una política sistemática del Estado que desconocía sus derechos territoriales y culturales. Según el registro de la Comisión, un total de 325 personas fueron ejecutadas o desaparecidas durante la dictadura: 336 personas detenidas-desaparecidas y 59 ejecutadas extrajudicialmente.